# Molècula triatòmica

Representació de la molècula triatòmica HCN.

Una molècula triatòmica és una molècula composta per tres àtoms. En són exemples: la molècula d'aigua, el CO₂ i el HCN.

## Molècula triatòmica homonuclear

Estructura química del tricarboni composta de tres àtoms de carboni.

Les molécules triatomiques homonuclears contenen tres àtoms que pertanyen al mateix element químic. L'ozó n'es un exemple.
L'hidrogen triatòmic és inestable i es trenca espontàniament. El catió trihidrogen és estable i simètric. El trimer d'heli 4He₃, solament està feblement unit per la força de Van der Waals. El trisofre (S₃) és d'estructura anàlega a l'ozó.